# Centre international du mugham
Le Centre international du mugham (en azéri : Beynəlxalq Muğam Mərkəzi), est un musée d'art et de musique visant à promouvoir, préserver et populariser le genre musical traditionnel de l'Azerbaïdjan, le mugham. Le musée se trouve sur le boulevard de Bakou à Bakou, la capitale de l'Azerbaïdjan.

## Histoire
Il est créé le 6 avril 2005 par le décret du président de la République d’Azerbaïdjan M. Ilham Aliyev. En août de la même année à Bakou, sur le territoire du parc maritime, M. Ilham Aliyev, son épouse, Mme Mehriban Aliyeva, ambassadrice de bonne volonté de l’UNESCO, ainsi que M. Kōichirō Matsuura ont posé la première pierre de la fondation du Centre.
L’inauguration du centre a eu lieu le 27 décembre 2008, avec la participation du président d’Azerbaïdjan Ilham Aliyev. La superficie du centre constitue 7 500 m2. Il comprend la salle de concert pour 350 personnes, le studio d’enregistrement, des locaux pour les répétitions. Les bustes des chanteurs de mugham renommés sont installés dans la salle de concert, il y a une grosse collection d’instruments de musique.
Le 2 juillet 2009, le Cabinet des Ministres de la République d’Azerbaïdjan a adopté la résolution No 103 « Sur certaines questions du Centre du Mugham ». À la suite de ce décret, le « Centre du Mugham » a été renommé « Centre international du Mugham » par le Ministère de la Culture et du Tourisme de la République d’Azerbaïdjan. Le 18 au 25 mars 2009, le Festival international « Le monde du Mugham » a été organisé dans le Centre.

## Vue d'ensemble du centre
Le Centre Mugham a été construit à l'initiative de la première dame d'Azerbaïdjan, Mehriban Aliyeva. Mugham est un genre figurant sur la liste représentative du patrimoine culturel immatériel de l'humanité de l'UNESCO,. L'ouverture officielle du Centre international du Mugham a eu lieu le 27 décembre 2008,.  Le neuvième Directeur général de l'UNESCO, Koichiro Matsuura, a également participé à cette cérémonie d'ouverture.

## Description architecturale
La construction du bâtiment a commencé en avril 2005. Le centre a 3 étages. Le financement a été fourni par la Fondation Heydar Aliyev. La conception du bâtiment était basée sur les éléments et les formes du goudron, un instrument de musique azéri utilisé dans l'exécution de mugham. En outre, le centre a été commencé sur la base des travaux d'architecture du Vahid Tansu, Xauddin Yayk et Etirne Ahmed. La salle de concert correspond à 350 personnes. Le centre dispose également d'un club, un restaurant de 80 places appelé "Ud", des salles d'étude et des studios de disques. Des systèmes modernes de chauffage et de ventilation ont également été fournis dans le centre. Le bâtiment a été construit avec des équipements d'Italie, d'Autriche, de France et de Turquie. Plus de 2 000 verres de différentes tailles ont été utilisés pour la construction du bâtiment.

## Nom officiel du centre
Le 2 octobre 2009, le Conseil des ministres d'Azerbaïdjan a adopté le décret n ° 103 portant sur certaines questions du Centre de Mugham. Sur la base de ce décret, le centre a été transféré au ministère de la Culture et du Tourisme nom de "Mugham Centre" dans le "Centre international de Mugham",.

## Cible du centre
Le centre accueille des festivals de mugham, des concerts et des récitals de divers chanteurs et interprètes. Les jeunes artistes prennent conscience de l'art du mugham qui a un rôle particulier dans la culture musicale azerbaïdjanaise. Le centre accueille des maîtres célèbres, des soirées mugham, des conférences internationales ainsi que des festivals.

## Projets en cours
- Festival des enfants de mugham
- Festival international de jazz
- Le projet annuel "Les soirées de mugham"
- Festival international "Mugam World"
- Un projet d'entreprise avec la Bibliothèque nationale du nom de M.Akhundzade visant le développement de la jeunesse, intitulé "Trésor des Secrets"
- Le projet, synthétisant mugham avec de la musique de différents peuples, "Soirées de musique achig"

## Attendants des projets
Plusieurs musiciens participent des pays suivants : Espagne, Pays-Bas, Belgique, Slovénie, États-Unis, Allemagne, France, Grande-Bretagne, Tadjikistan, Iran, Ouzbékistan, Turquie, Chine, Inde, Tunisie, Jordanie, Russie au festival "Mugham World" qui se tient chaque année à l'échelle internationale,. Cependant, au Festival des enfants de Mugam viennent des participants de dix pays différents. Des représentants des Émirats arabes unis, du Kazakhstan, de l'Ouzbékistan, de l'Égypte et de l'Iran sont également présents. Au festival international de jazz qui a eu lieu en 2017, il y avait des participants de Belgique, de France, de Turquie et du pays hôte, l'Azerbaïdjan. Ce festival a eu lieu avec le soutien de la Belgique, de la France et des ambassades de Turquie en Azerbaïdjan.

## Galerie de photos

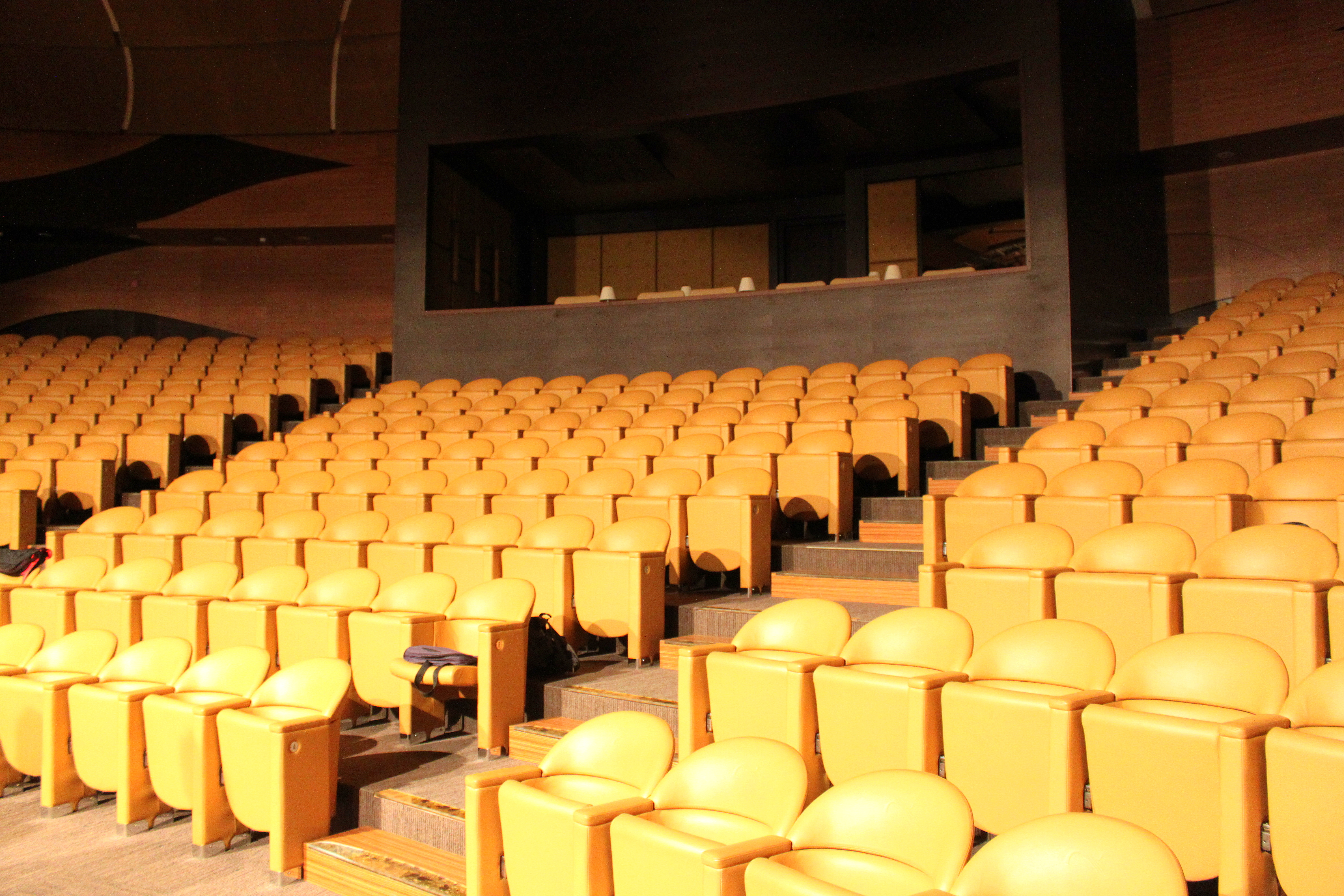
Une salle de concert du centre.